# Paryphthimoides argulus
Espèce
Paryphthimoides argulus est une espèce de papillons de la famille des Nymphalidae, sous-famille des Satyrinae et du genre Paryphthimoides.

## Dénomination
Paryphthimoides argulus a été décrit par Jean-Baptiste Godart en 1824 sous le nom initial de Satyrus argulus.
Synonyme : Euptychia huebneri Butler, 1867.

## Description
Paryphthimoides argulus est un papillon  à bord des ailes postérieures ondulé et au dessus marron.
Le revers est marron avec aux ailes postérieures une ligne d'ocelles dont les deux proches de l'apex et les deux proches de l'angle anal (dont un très gros) sont noirs.

## Écologie et distribution
Paryphthimoides  argulus est présent au Brésil, au Surinam et en Guyane,.

### Biotope
Il réside en forêt.

### Protection
Pas de statut de protection particulier.